# Biegi narciarskie na Zimowych Igrzyskach Olimpijskich 2010 – sztafeta 4 × 10 km mężczyzn
Sztafeta mężczyzn 4 × 10 km na Zimowych Igrzyskach Olimpijskich 2010 zostanie rozegrana 24 lutego w Whistler Olympic Park w Whistler. Mistrzostwa olimpijskiego nie obroniła drużyna Norwegii.

## Wyniki
| Pozycja | Nr | Kraj                                                                               | Czas                                      | Strata  |
| ------- | -- | ---------------------------------------------------------------------------------- | ----------------------------------------- | ------- |
|         | 6  | SWE Daniel Richardsson Johan Olsson Anders Södergren Marcus Hellner                | 1:45:05,4 27:57,9 27:55,2 24:35,2 24:37,1 | +0,00   |
|         | 1  | NOR Martin Johnsrud Sundby Odd-Bjørn Hjelmeset Lars Berger Petter Northug          | 1:45:21,3 27:59,9 28:27,5 24:38,4 24:15,5 | +15,9   |
|         | 11 | CZE Martin Jakš Lukáš Bauer Jiří Magál Martin Koukal                               | 1:45:21,9 28:22,4 27:36,4 24:34,8 24:48,3 | +16,5   |
| 4       | 9  | FRA Jean-Marc Gaillard Vincent Vittoz Maurice Manificat Emmanuel Jonnier           | 1:45:26,3 27:56,7 28:03,6 24:31,5 24:54,5 | +20,9   |
| 5       | 3  | FIN Sami Jauhojärvi Matti Heikkinen Teemu Kattilakoski Ville Nousiainen            | 1:45:30,3 27:55,6 28:32,3 24:37,1 24:25,3 | +24,9   |
| 6       | 2  | GER Jens Filbrich Tobias Angerer René Sommerfeldt Tobias Angerer                   | 1:45:49,4 27:58,3 28:22,6 24:43,7 24:44,8 | +44,0   |
| 7       | 5  | CAN Devon Kershaw Alex Harvey Ivan Babikov George Grey                             | 1:47:03,2 28:23,8 28:21,3 24:33,5 25:44,6 | +1:57,8 |
| 8       | 13 | RUS Nikołaj Pankratow Piotr Siedow Aleksander Legkow Maksim Wylegżanin             | 1:47:04,7 28:33,4 28:07,4 24:56,9 25:27,0 | +1:59,3 |
| 9       | 4  | ITA Valerio Checchi Giorgio Di Centa Pietro Piller Cottrer Cristian Zorzi          | 1:47:16,6 28:22,1 28:34,3 24:39,8 25:40,4 | +2:11,2 |
| 10      | 7  | SUI Toni Livers Curdin Perl Remo Fischer Dario Cologna                             | 1:47:57,2 28:20,7 28:26,7 25:35,1 25:34,7 | +2:51,8 |
| 11      | 10 | KAZ Siergiej Czeriepanow Aleksiej Połtoranin Jewgienij Wieliczko Nikołaj Czebot´ko | 1:49:49,1 28:36,1 27:45,2 26:38,3 26:49,5 | +4:43,7 |
| 12      | 14 | SVK Martin Bajčičák Ivan Bátory Michal Malák Peter Mlynár                          | 1:49:52,0 28:21,2 28:28,7 25:49,6 27:12,5 | +4:46,6 |
| 13      | 12 | USA Andrew Newell Torin Koos Garrott Kuzzy Simi Hamilton                           | 1:51:27,7 28:37,9 30:01,5 25:49,6 26:58,7 | +6:22,3 |
| 14      | 8  | EST Algo Kärp Jaak Mae Aivar Rehemaa Kaspar Kokk                                   | 1:51:41,2 29:54,6 28:43,4 25:50,0 27:13,2 | +6:35,8 |